# Mankells Wallander: Diebe
Diebe (schwedisch: Tjuven) ist ein schwedisch-deutscher Fernsehfilm aus dem Jahr 2009.
Es handelt sich um die vierte Folge der zweiten Staffel, also die insgesamt siebzehnte Folge der schwedischen Kriminalserie Mankells Wallander mit Krister Henriksson in der Hauptrolle. Die Erstausstrahlung in Schweden fand am 19. August 2009 auf TV4 statt; die deutschsprachige Erstausstrahlung erfolgte am 23. Mai 2010 auf DasErste.

## Handlung
Beim Einkaufen trifft Wallander Katarina Ahlsens Sohn Elias und kauft bei ihm Lose, mit denen er und sein Freund ihren Fußballverein finanziell fördern wollen. Wallander schlägt Katarina vor, dass er Elias mal zu einem Fußballspiel begleiten könnte.
In der Zwischenzeit kommt es in Ystad zu mehreren Hauseinbrüchen. Als Isabell und Pontus ermitteln, bekommen sie den Unmut der Einbruchsopfer zu spüren, die der Polizei Untätigkeit vorwerfen. Sie beschließen, selbst eine Bürgerwache auf die Beine zu stellen.
Da entdeckt Wallander in einem Abfallcontainer das Bein einer Schaufensterpuppe. In der Nacht kommt es zu mehreren Einbrüchen durch Jugendliche, bei denen auch Schaufensterpuppen gestohlen werden.
Der polnische Schwarzarbeiter Jarek Kozyra bricht von Zuhause auf, um Werkzeug zu holen. Er wird von den drei Männern der Bürgerwehr abgefangen, die ihn verprügeln. Seine Frau meldet ihn bei der Polizei vermisst. Ein Poler namens Tomaz gibt an, Jarek um das Werkzeug geschickt zu haben. Im Wald wird ein Auto angezündet. Das Auto hat polnische Kennzeichen, es findet sich aber kein Werkzeug.
Da kommt es zu einem Einbruch im Vereinsheim. Isabell erklärt, dass die Polizei nicht viel machen kann.
Nyberg findet auf Kozyras Handy zwei Fotos einer Frauenleiche. Wallander erwirkt bei Katarina Ahlsen einen Durchsuchungsbefehl für seine Wohnung sowie für die Häuser, in denen die Einbrüche stattfanden. Bei Kozyra zuhause findet sich ein Umschlag mit zwanzigtausend Kronen Bargeld. Bei der Befragung der drei Männer von der Bürgerwehr wundert sich Wallander, warum die Männer bereits um ein Uhr nachts zuhause waren. Zudem fragt er einen von ihnen nach einem Feuerwerk, das nicht stattfand. Olle Sydergren, ein anderes Mitglied der Bürgerwehr, berichtet bei seinem Verhör unter anderem von einem Feuerwerk. Nyberg findet im Wald Spuren einer Schlägerei. Wallander offenbart Sydergren, dass es kein Feuerwerk gab und wundert sich, warum die Wache in jener Nacht nur anderthalb Stunden dauerte. Nun gibt Sydergren an, dass er und seine Freunde einen Einbrecher verjagt hätten; man hätte ihn niedergeschlagen, aber er sei noch nicht tot gewesen.
Da meldet sich Kozyras Frau bei Svartman und zeigt ihm ihren Keller, in dem sich auf einmal zahlreiches Diebesgut befindet.
Einer von Olles Freunden, der Trainer von Elias' Fußballmannschaft ist, gibt an, dass Olle der einzige gewesen sei, der auf Kozyra eingeschlagen habe; man habe noch versucht, Olle abzuhalten. Katarina Ahlsen erzählt Wallander, dass sie Olle Sydergrens Frau Magdalena von früher kennt, weil sie von ihrm Mann misshandelt wurde, und erkennt sie auf den Handyfotos wieder. Zudem lebte das Ehepaar Sydergren in Scheidung. Katarina Ahlfeld gibt zu bedenken, dass die Polizei in zwei Mordfällen ermittelt, in denen es keine Leiche gibt, und gibt Wallander noch sechs Stunden.
Olle Sydergren identifiziert das Frauengesicht auf dem Handyfoto als seine Frau. In Wahrheit zeigt Wallander ihm das Foto einer eingewickelten Schaufensterpuppe; seiner Meinung nach hat Sydergren die Puppe als seine Frau identifiziert, weil er wusste, dass sich ein solches Foto von Magdalena auf dem Handy befindet. Svartman macht Magdalenas Auto in Malmö ausfindig, als das Auto abgestellt wurde, wurden von ihrem Konto eintausendfünfhundert Kronen abgehoben. Wallander lässt bei allen Taxiunternehmen nachforschen, doch keines von ihnen hatte eine Taxifahrt von Malmö nach Ystad. Wallander hält Sydergren für schuldig und lässt Sydergrens Garten auf der Suche nach Magdalena umgraben, jedoch erfolglos. Als Martinsson und Katarina Ahlfeld sich standhaft weigern, an Sydergrens Schuld zu glauben, kündigt Wallander. Beim Spaziergang bleibt Wallander vor Sydergrens Haus stehen. Dieser fühlt sich provoziert und erschlägt Wallander fast.
Beim ersten offiziellen Spiel erfährt Wallander von dem Einbruch, den Isabell und Pontus aufgenommen haben, und dass der gesamte Kasseninhalt von 20.000 Kronen gestohlen wurde. Gleichzeitig merken die Kinder auf dem Feld, dass der auf dem Spielfeld ausgelegte Rollrasen lockergeworden ist. Wallander hat eine Ahnung und lässt Pontus das Spiel unterbrechen, versucht allerdings vergeblich, von Katarina Ahlfeld eine einstweilige Verfügung zu bekommen, den Rasen entfernen zu lassen. Trotzdem beordert er Martinsson und Svartman auf den Fußballplatz. Olle Sydergren wird zusehends nervös und versucht zu fliehen, wird aber von den Polizisten eingeholt und festgenommen. Unter dem Rasen finden sich die Leichen von Magdalena und Kozyra.
Wallander erklärt gegenüber Katarina Ahlsen, dass er wieder zurückkommt, da er ja recht hatte. Außerdem hat er bei der Verlosung von Elias' Fußballverein eine Reise nach London gewonnen. Sydergren erklärt, dass er mit Magdalena einen Streit hatte; sie sei dabei umgekommen. Kozyra habe ihre Leiche gefunden und Sydergren um zwanzigtausend Kronen erpresst. Nachdem Sydergren und seine Freunde ihn niederschlugen, sei Sydergren nochmal zurückgekehrt und habe Kozyra mit einem Stein erschlagen.

## Kritiken
„(Fernseh-)Krimi aus der Mankell-Serie um den schwedischen Kommissar, der sich mit Schwarzarbeit und Fremdenhass auseinandersetzen muss. - Ab 16.“